# Giacomo Oneto
Giacomo Giovanni Battista Oneto (Genova, 5 settembre 1790 – Genova, 25 febbraio 1873) è stato un banchiere e politico italiano.
Fu Consigliere di Stato ordinario e straordinario annuale per le divisioni nel 1847. Il 27 luglio 1849 venne nominato Senatore del Regno di Sardegna poi Vicepresidente e successivamente Presidente della Camera di commercio di Genova. Fu anche Membro del Consiglio di reggenza della Banca nazionale degli Stati sardi, sede di Genova.